# Olympische Sommerspiele 2008/Teilnehmer (Komoren)
| Gelbes Symbol für Goldmedaillen mit stilisierten Olympischen Ringen | Graues Symbol für Silbermedaillen mit stilisierten Olympischen Ringen | Braundes Symbol für Bronzemedaillen mit stilisierten Olympischen Ringen |
| ------------------------------------------------------------------- | --------------------------------------------------------------------- | ----------------------------------------------------------------------- |
| —                                                                   | —                                                                     | —                                                                       |

Die Komoren waren mit der Teilnahme an den Olympischen Sommerspielen 2008 in Peking insgesamt zum 4. Mal bei Olympischen Spielen vertreten. Die erste Teilnahme war 1996. Die Fahne bei der Eröffnungsfeier wurde von Feta Ahamada getragen.

## Teilnehmer nach Sportarten

### Leichtathletik
Der im Juni 2008 18 Jahre alt gewordene Youssouf Mhadjou ist der jüngste Teilnehmer der Komoren bei den Olympischen Spielen.
- Feta Ahamada
Frauen, 100 Meter Sprint
- Youssouf Mhadjou
Männer, 100 Meter Sprint

### Schwimmen
- Mohamed Attoumane
Männer, 50 Meter Freistil